# LÉ Maev (02)
A LÉ Maev az Ír Haditengerészet Flower osztályú korvettje volt. Nevét Medb után kapta, aki a mondavilágban Connacht királynője volt. 1942-ben HMS Oxlip néven bocsátották vízre , a második világháborúban az arktiszi konvojokban szolgált.

## Fordítás
Ez a szócikk részben vagy egészben  a   LÉ Maev (02) című angol Wikipédia-szócikk ezen változatának fordításán alapul.  Az eredeti cikk szerkesztőit annak laptörténete sorolja fel. Ez a jelzés csupán a megfogalmazás eredetét és a szerzői jogokat jelzi, nem szolgál a cikkben szereplő információk forrásmegjelöléseként.